# Kapitan motorowodny

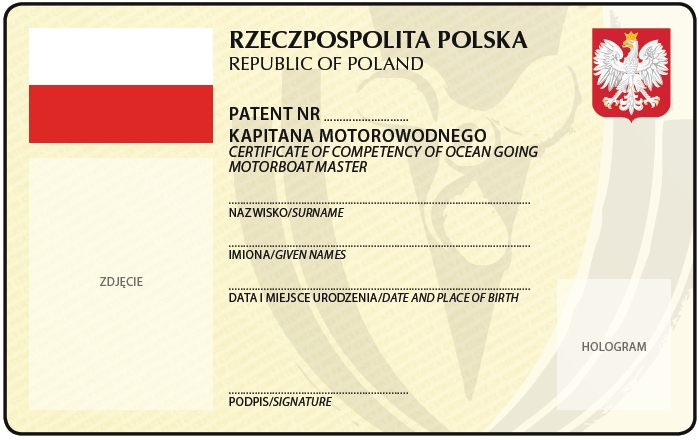
awers patentu kapitana motorowodnego z 2013 roku.

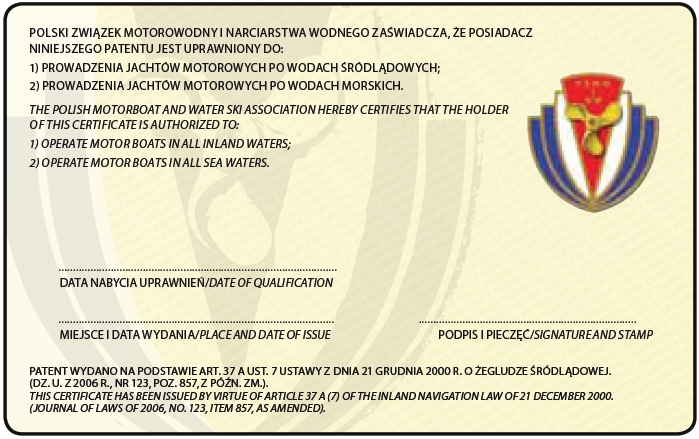
rewers patentu kapitana motorowodnego z 2013 roku

Kapitan motorowodny – najwyższy z patentów motorowodnych.

## Wymagania
- posiadanie patentu motorowodnego sternika morskiego,
- odbycie po uzyskaniu patentu motorowodnego sternika morskiego co najmniej sześciu rejsów po wodach morskich w łącznym czasie co najmniej 1200 godzin żeglugi, w tym co najmniej 400 godzin samodzielnego prowadzenia jachtu o długości kadłuba powyżej 7,5 m, oraz odbycie co najmniej jednego rejsu powyżej 100 godzin żeglugi na jachcie o długości kadłuba powyżej 20 m oraz jednego rejsu powyżej 100 godzin żeglugi po wodach pływowych z zawinięciem do co najmniej dwóch portów pływowych.

## Uprawnienia
Patent kapitana motorowodnego uprawnia do prowadzenia jachtów motorowych po wodach śródlądowych i morskich bez ograniczeń.
Dodatkowo patent ten (na podstawie § 13. ust. 1. rozporządzenia) daje uprawnienia kapitana jachtowego, jeśli jego posiadacz ma też jakikolwiek patent żeglarski.

## Podstawa prawna
- Ustawa z 21 grudnia 2000 r. o żegludze śródlądowej (Dz.U. z 2025 r. poz. 18) (art. 37a)
  - Rozporządzenie Ministra Sportu i Turystyki z 9 kwietnia 2013 r. w sprawie uprawiania turystyki wodnej (Dz. U. z 2013 r., poz. 460)